# معجزه سیب
یه عالمه معجزه (به زبان انگلیسی: Pocketful of Miracles) که در ایران با عنوان معجزهٔ سیب دوبله و پخش شده‌است، فیلمی در گونه کمدی و محصول سال ١٩٦١ آمریکاست.
گدایان تهران فیلمی به کارگردانی محمدعلی فردین برگرفته از این فیلم است

## موضوع فیلم
خلافکاری به نام دیو کانوی هر روز یک سیب از آنی، پیرزن فروشندهٔ دوره‌گرد و دائم‌الخمر می‌خرد؛ چون تصور می‌کند که با این کار خودش را از گزند مافیا در امان نگه می‌دارد. تا این که دختر آنی، با این تصور که مادرش خانمی ثروتمند است، می‌خواهد به دیدنش بیاید. حالا دیو و عدهٔ بسیاری دست به دست هم می‌دهند تا از آنی یک خانم بسازند.